# David Alonso (Rennfahrer)
David Alonso Gómez (* 25. April 2006 in Madrid, Spanien) ist ein kolumbianischer Motorradrennfahrer.
Er ist der erste kolumbianische Grand-Prix-Sieger und Weltmeister der Geschichte in der Motorrad-Weltmeisterschaft. Darüber hinaus ist Alonso mit insgesamt 18 Grand-Prix-Siegen der erfolgreichste Fahrer in der Geschichte der Moto3-Klasse.

## Karriere

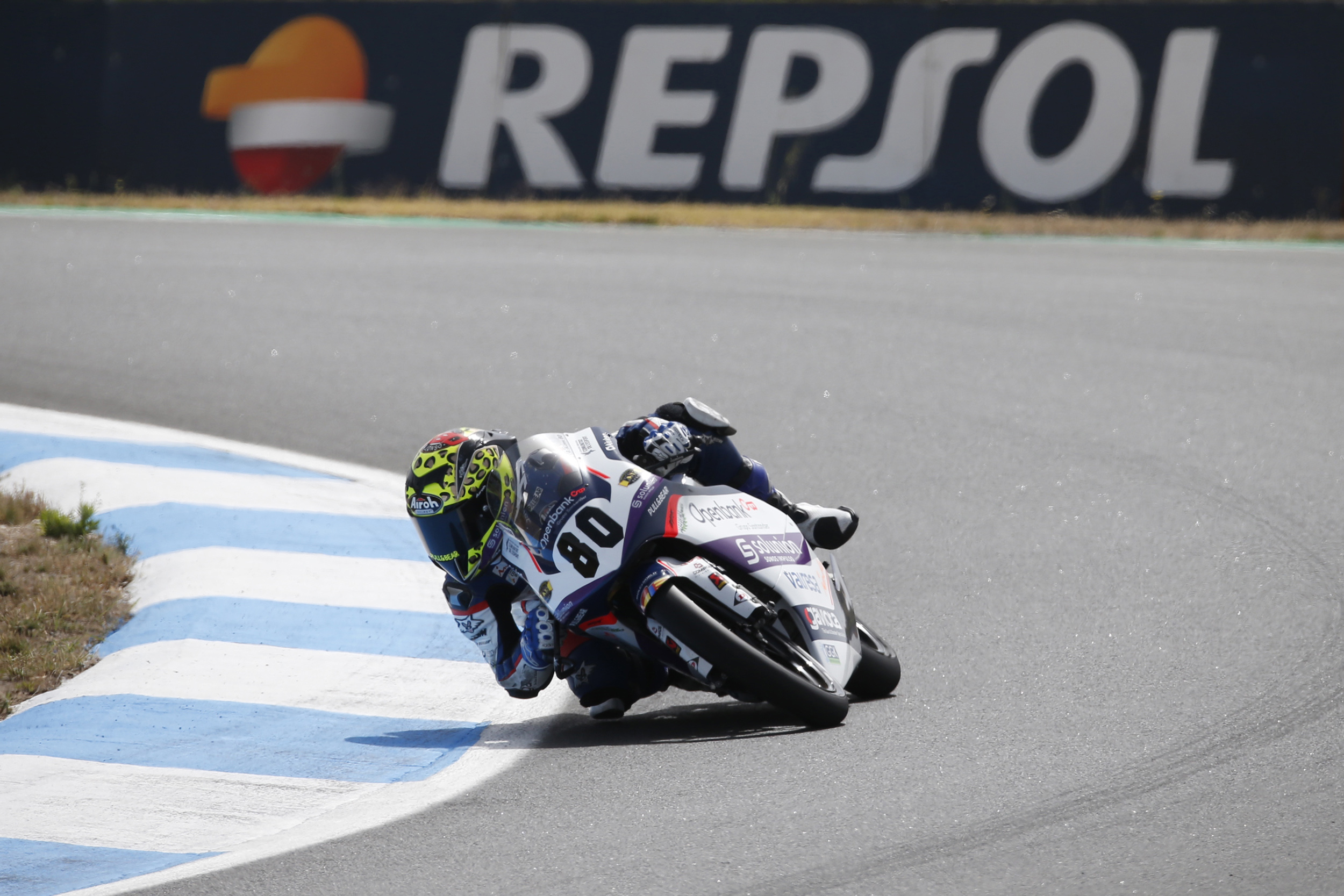
Alonso 2020 beim FIM CEV European Talent Cup in Estoril

### Anfangsjahre
David Alonso, dessen Vater Spanier und die Mutter Kolumbianerin ist, begann seine professionelle Karriere im Jahr 2013. Er fuhr zu Beginn mehrere Jahre in unterschiedlichen regionalen Meisterschaften.
Ab dem Jahr 2019, noch unter spanischer Lizenz, nahm er am European Talent Cup teil und wurde in seiner ersten Saison mit vier Podien Gesamt-Fünfter.
In der Saison 2020 wechselte er zur kolumbianischen Rennlizenz und gewann mit fünf Siegen und fünf zweiten Plätzen in elf Rennen souverän den Titel im European Talent Cup für das Aspar Team. Daneben startete Alonso in der Saison 2020 auch im Red Bull MotoGP Rookies Cup und belegte mit einem Rennsieg Rang vier in der Gesamtwertung hinter Pedro Acosta, David Muñoz und Iván Ortolá.
In der Saison 2021 startete er wiederum im Red Bull MotoGP Rookies Cup, gewann drei der acht Rennen, und gewann den Titel.
Im Jahr 2022 trat er in der FIM JuniorGP World Championship an und belegte mit einem Rennsieg Rang sieben in der Gesamtwertung.

### Motorrad-Weltmeisterschaft
Nachdem Alonso beim Großen Preis der Emilia-Romagna 2021 im Aspar-Team als Ersatzfahrer für Sergio García sein Debüt in der Moto3-Klasse der Motorrad-Weltmeisterschaft gegeben und 2022 als Wildcardfahrer beim Großen Preis von Portugal angetreten war, fährt er 2023 seine erste volle Moto3-WM-Saison. Er ist der Teamkollege von Ryusei Yamanaka und tritt für das GASGAS Aspar Team auf einer GasGas an. Eine Sensation gelang ihm beim Großen Preis von Großbritannien. Obwohl er durch einen Sturz im verregneten Qualifikationstraining vom letzten Startplatz ins Rennen gehen musste, gewann Alonso am Rennsonntag bei trockenen Bedingungen knapp vor Ayumu Sasaki und Daniel Holgado sein erstes Rennen in der Motorrad-Weltmeisterschaft. Er ist damit auch der erste kolumbianische Grand-Prix-Sieger der Geschichte. In seiner Rookie-Saison gewann Alonso vier Rennen und stand weitere viermal als Zweitplatzierter auf dem Podium. In der Gesamtwertung belegte er mit 245 Punkten Rang drei hinter Weltmeister Jaume Masiá und Ayumu Sasaki. Den Titel Rookie of the Year sicherte er sich bereits beim viertletzten Rennen in Thailand vor José Antonio Rueda.
In der Saison 2024 ging Alonso unverändert in der Moto3-Klasse für das Aspar Team an den Start, das jedoch nun von CFMoto gesponsert wurde. Sein Teamkollege in der Saison war der spanische Rookie Joel Esteban. Es sollte eine Saison für die Ewigkeit für den zu dem Zeitpunkt 18-jährigen Alonso werden, nachdem er bereits in der Vorsaison sein Talent aufblitzen ließ. Er gewann nicht nur souverän den Weltmeistertitel in der Moto3-Klasse vor Daniel Holgado, sondern brach gleichzeitig mehrere Rekorde, u. a. den Rekord für die meisten Siege in der Moto3-Klasse mit 18, den größten WM-Vorsprung zu Saisonende mit 165 Punkten und den meisten Siegen in Folge mit 7, als er die letzten sieben Rennen allesamt gewinnen konnte. Zudem stellte er gar einen klassenübergreifenden Rekord für die meisten Siege in einer Saison auf, nachdem er insgesamt 14 Siege einfuhr. Damit knackte er die bisherige Bestmarke von Marc Márquez, der 2019 in der MotoGP-Klasse dreizehn Rennen gewinnen konnte.
Zur Saison 2025 stieg Alonso folgerichtig in die Moto2-Klasse auf, verblieb allerdings im Aspar-Team. Sein neuer Teamkollege wurde der letztjährige Moto3-Vizeweltmeister Dani Holgado. Nach sechs Rennen fuhr Alonso dreimal in die Punkteränge und belegt momentan mit zwölf Punkten den 17. Platz.

## Statistik

### Erfolge
- 2020 – Gesamtsieger des European Talent Cups
- 2021 – Gesamtsieger des Red Bull MotoGP Rookies Cups
- 2023 – Moto3-Rookie of the Year auf GasGas
- 2024 – Moto3-Weltmeister auf CFMoto
- 18 Grand-Prix-Siege

### In der Motorrad-Weltmeisterschaft
(Stand: Großer Preis von Österreich, 17. August 2025)
| Saison | Klasse | Team                     | Motorrad | Rennen | Siege | Zweiter | Dritter | Poles | Schn. Runden | Punkte | Ergebnis    |
| ------ | ------ | ------------------------ | -------- | ------ | ----- | ------- | ------- | ----- | ------------ | ------ | ----------- |
| 2021   | Moto3  | GasGas Aspar Racing Team | GasGas   | 1      | –     | –       | –       | –     | –            | 0      | 38.         |
| 2022   | Moto3  | GasGas Aspar Racing Team | GasGas   | 1      | –     | –       | –       | –     | –            | 0      | 44.         |
| 2023   | Moto3  | GasGas Aspar Racing Team | GasGas   | 20     | 4     | 4       | –       | –     | 3            | 245    | 3.          |
| 2024   | Moto3  | CFMoto Aspar Team        | CFMoto   | 20     | 14    | 1       | –       | 7     | 3            | 421    | Weltmeister |
| 2025   | Moto2  | CFMoto Aspar Team        | Kalex    | 13     | –     | –       | 1       | –     | 1            | 43     | 17.         |
| Gesamt | Gesamt | Gesamt                   | Gesamt   | 55     | 18    | 5       | 1       | 7     | 7            | 709    | 1 WM-Titel  |

Grand-Prix-Siege
| Saison | Klasse | Rennen |
| ------ | ------ | --- |
| 2023   | Moto3  | Vereinigtes Konigreich Katalonien San Marino Thailand                                                                             |
| 2024   | Moto3  | Katar USA-Texas Frankreich Katalonien Italien Deutschland Osterreich Emilia-Romagna Indonesien Japan Australien Thailand Malaysia |

Einzelergebnisse
| Saison | 1        | 2           | 3           | 4         | 5          | 6          | 7                      | 8           | 9           | 10                     | 11          | 12                     | 13         | 14             | 15         | 16             | 17         | 18         | 19         | 20       | 21       | 22       |
| ------ | -------- | ----------- | ----------- | --------- | ---------- | ---------- | ---------------------- | ----------- | ----------- | ---------------------- | ----------- | ---------------------- | ---------- | -------------- | ---------- | -------------- | ---------- | ---------- | ---------- | -------- | -------- | -------- |
| 2021   | Katar    | Katar       | Portugal    | Spanien   | Frankreich | Italien    | Katalonien             | Deutschland | Niederlande | Steiermark             | Osterreich  | Vereinigtes Konigreich | Aragonien  | San Marino     | USA-Texas  | Emilia-Romagna | Portugal   | \|\|\|     |            |          |          |          |
| 2021   |          |             |             |           |            |            |                        |             |             |                        |             |                        |            |                | 22         |                |            |            |            |          |          |          |
| 2022   | Katar    | Indonesien  | Argentinien | USA-Texas | Portugal   | Spanien    | Frankreich             | Italien     | Katalonien  | Deutschland            | Niederlande | Vereinigtes Konigreich | Osterreich | San Marino     | Aragonien  | Japan          | Thailand   | Australien | Malaysia   | \|\|     |          |          |
| 2022   |          |             |             | 27        |            |            |                        |             |             |                        |             |                        |            |                |            |                |            |            |            |          |          |          |
| 2023   | Portugal | Argentinien | USA-Texas   | Spanien   | Frankreich | Italien    | Deutschland            | Niederlande | Kasachstan  | Vereinigtes Konigreich | Osterreich  | Katalonien             | San Marino | Indien         | Japan      | Indonesien     | Australien | Thailand   | Malaysia   | Katar    | Valencia |          |
| 2023   | DNF      | 14          | 8           | 2         | 8          | 4          | 5                      | 13          | C           | 1                      | 29          | 1                      | 1          | 5              | 7          | 2              | DNF        | 1          | DNF        | 2        | 2        |          |
| 2024   | Katar    | Portugal    | USA-Texas   | Spanien   | Frankreich | Katalonien | Italien                | Niederlande | Deutschland | Vereinigtes Konigreich | Osterreich  | Aragonien              | San Marino | Emilia-Romagna | Indonesien | Japan          | Australien | Thailand   | Malaysia   | \|\|     |          |          |
| 2024   | 1        | 4           | 1           | 11        | 1          | 1          | 1                      | 5           | 1           | 2                      | 1           | 4                      | 7          | 1              | 1          | 1              | 1          | 1          | 1          | 1        |          |          |
| 2025   | Thailand | Argentinien | USA-Texas   | Katar     | Spanien    | Frankreich | Vereinigtes Konigreich | Aragonien   | Italien     | Niederlande            | Deutschland | Tschechien             | Osterreich | Ungarn         | Katalonien | San Marino     | Japan      | Indonesien | Australien | Malaysia | Portugal | Valencia |
| 2025   | 21       | 20          | 14          | 11        | DNF        | 11         | 3                      | DNF         | 8           | DNF                    | DNF         | 9                      | DNF        |                |            |                |            |            |            |          |          |          |

| Legende  | Legende            | Legende                                                          |
| Farbe    | Abkürzung          | Bedeutung                                                        |
| -------- | ------------------ | ---------------------------------------------------------------- |
| Gold     | –                  | Sieg                                                             |
| Silber   | –                  | 2. Platz                                                         |
| Bronze   | –                  | 3. Platz                                                         |
| Grün     | –                  | Platzierung in den Punkten                                       |
| Blau     | –                  | Klassifiziert außerhalb der Punkteränge                          |
| Violett  | DNF                | Rennen nicht beendet (did not finish)                            |
| Violett  | NC                 | nicht klassifiziert (not classified)                             |
| Rot      | DNQ                | nicht qualifiziert (did not qualify)                             |
| Rot      | DNPQ               | in Vorqualifikation gescheitert (did not pre-qualify)            |
| Schwarz  | DSQ                | disqualifiziert (disqualified)                                   |
| Weiß     | DNS                | nicht am Start (did not start)                                   |
| Weiß     | WD                 | zurückgezogen (withdrawn)                                        |
| Hellblau | PO                 | nur am Training teilgenommen (practiced only)                    |
| Hellblau | TD                 | Freitags-Testfahrer (test driver)                                |
| ohne     | DNP                | nicht am Training teilgenommen (did not practice)                |
| ohne     | INJ                | verletzt oder krank (injured)                                    |
| ohne     | EX                 | ausgeschlossen (excluded)                                        |
| ohne     | DNA                | nicht erschienen (did not arrive)                                |
| ohne     | C                  | Rennen abgesagt (cancelled)                                      |
| ohne     | keine WM-Teilnahme |                                                                  |
| sonstige | P/fett             | Pole-Position                                                    |
| sonstige | 1/2/3/4/5/6/7/8    | Punktplatzierung im Sprint-/Qualifikationsrennen                 |
| sonstige | SR/kursiv          | Schnellste Rennrunde                                             |
| sonstige | *                  | nicht im Ziel, aufgrund der zurückgelegten Distanz aber gewertet |
| sonstige | ()                 | Streichresultate                                                 |
| sonstige | unterstrichen      | Führender in der Gesamtwertung                                   |

Rekorde in der Motorrad-Weltmeisterschaft
- klassenübergreifend
  - meiste Saisonsiege: 14 (2024)
- Moto3-Klasse
  - meiste Siege: 18
  - meiste Siege in einer Saison: 14 (2024)
  - meiste Siege in Folge (absolut): 7 (2024)
  - meiste Siege in Folge in einer Saison: 7 (2024)
  - meiste Punkte in einer Saison: 421 (2024)
  - höchste Siegquote: 42,86 % (18 von 42 Rennen)
  - meiste Podestplätze in einer Saison: 15 (2013) 1
  - größter Vorsprung auf den WM-Zweiten: 165 (2024)

Anmerkungen: